# Bryan Steel
Bryan Steel (ur. 5 stycznia 1969 w Nottingham) – brytyjski kolarz torowy i szosowy, dwukrotny medalista olimpijski oraz czterokrotny medalista torowych mistrzostw świata.

## Kariera
Pierwszy sukces w karierze Bryan Steel osiągnął w 1990 roku, kiedy na igrzyskach Wspólnoty Narodów w Auckland zdobył brązowy medal w drużynowym wyścigu na dochodzenie. W tej samej konkurencji był piąty na igrzyskach olimpijskich w Barcelonie w 1992 roku, drugi na igrzyskach Wspólnoty Narodów w Victorii w 1994 roku i dziesiąty podczas igrzysk olimpijskich w Atlancie w 1996 roku. Na igrzyskach olimpijskich w Sydney w 2000 roku Brytyjczycy w składzie: Bryan Steel, Bradley Wiggins, Chris Newton, Jon Clay i Paul Manning zajęli trzecie miejsce w drużynowym wyścigu na dochodzenie. Kolejne medale w tej konkurencji zdobywał na mistrzostwach świata w Antwerpii w 2001 roku (srebro), mistrzostwach w Kopenhadze w 2002 roku (brąz), mistrzostwach w Stuttgarcie w 2003 roku i mistrzostwach w Melbourne w 2004 roku (w obu przypadkach srebro). Ostatni sukces osiągnął podczas igrzysk olimpijskich w Atenach, gdzie wspólnie ze Steve’em Cummingsem, Robem Haylesem, Paulem Manningiem, Bradleyem Wigginsem i Chrisem Newtonem zdobył srebrny medal w drużynowym wyścigu na dochodzenie. Zdobywał także medale mistrzostw kraju, w tym w 1994 i 1996 roku był mistrzem w madisonie. W 2004 roku zakończył karierę.